# ペドロ・ムニティス

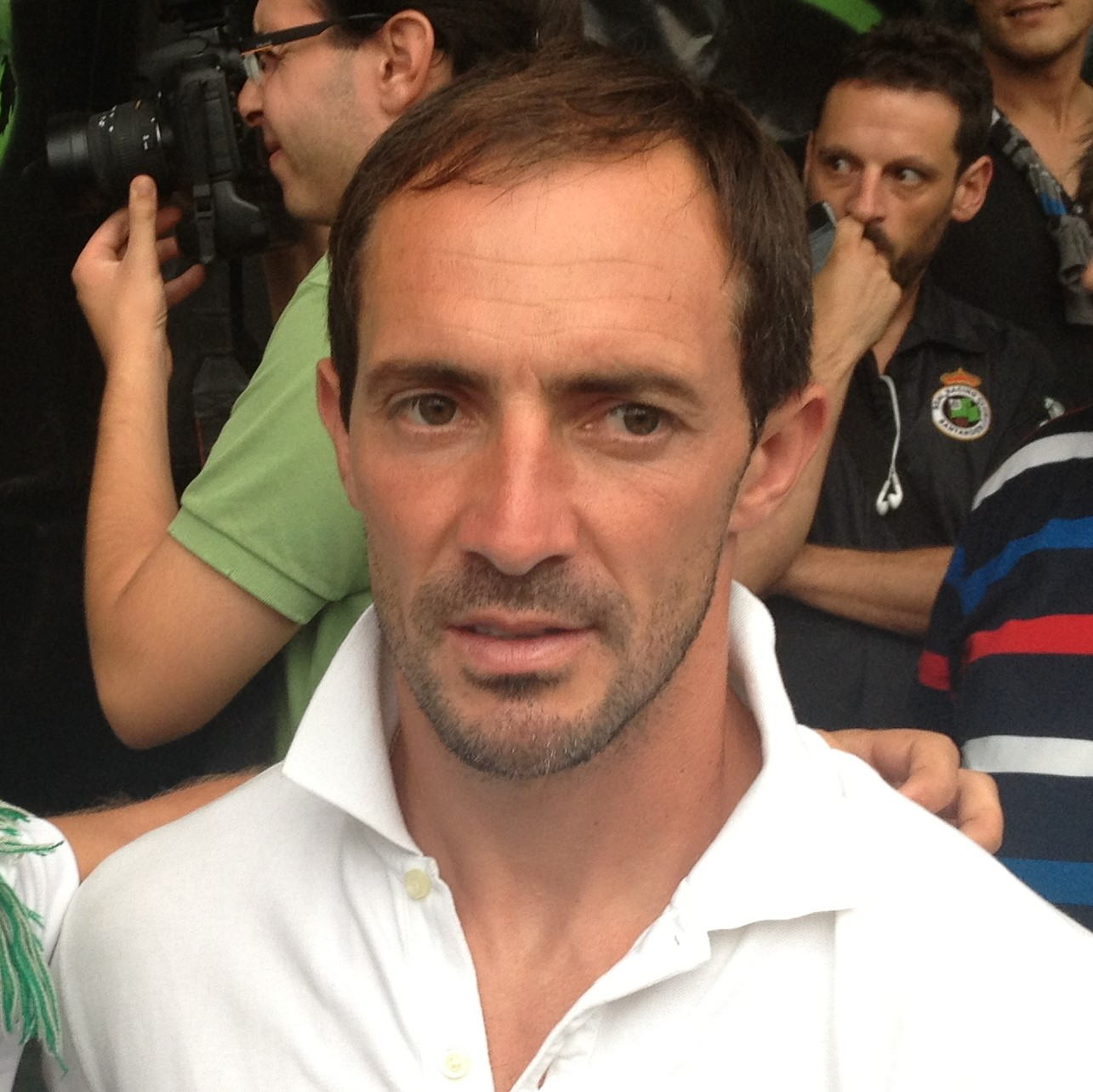
ペドロ・ムニティス

ペドロ・マヌエル・ムニティス・アルバレス（Pedro Manuel Munitis Alvarez, 1975年6月19日 - ）はスペイン・サンタンデール出身の元サッカー選手、現サッカー指導者。スペイン代表であった。現役時代のポジションはミッドフィールダー、フォワード。2023年6月よりCDルーゴの監督を務めている。

## 経歴

### クラブ
地元のラシン・サンタンデールの下部組織で育ち、1995年1月22日のレアル・ソシエダ戦でトップチームデビューした。セグンダ・ディビシオン（2部）のCDバダホスへのレンタル移籍を経て、1998年から2000年の間には72試合に出場して14得点を挙げた。
2000年に強豪レアル・マドリードに移籍し、2000-01シーズンはプリメーラ・ディビシオン、2001-02シーズンはUEFAチャンピオンズリーグで優勝した。2002-03シーズンは古巣のラシン・サンタンデールにレンタル移籍し、2002年10月19日のレアル・マドリード戦ではレンタル元相手に得点を決めて2-0で勝利している。2003年夏、レアル・マドリードとの契約満了によりデポルティーボ・ラ・コルーニャに移籍した。2003-04シーズンは3位に終わったが、主に左ウイングとして出場して攻撃のキープレーヤーとして活躍した。
2006年7月にラシン・サンタンデールに復帰し、2006-07シーズンはセルビア代表のFWニコラ・ジギッチと身長差が40cm近くあるコンビを組んだ。2007-08シーズンはUEFAカップ出場権を獲得するシーズンを送り、2009年4月19日のRCDエスパニョール戦ではラシン・サンタンデールでリーグ戦200試合出場を達成した。2009-10シーズンは再びチームに不可欠な存在となったが、2010年4月14日のRCDエスパニョール戦で膝を負傷し、一足早くシーズンを終えた。29試合に出場して無得点に終わったが、アシスト数ではFCバルセロナのFWリオネル・メッシに次ぐリーグ2位にランクインした。2009年春から得点がなかったが、2010年10月17日のUDアルメリア戦で30mの距離からのミドルシュートを決め、約1年半ぶりの得点でファンを喜ばせた。2010-11シーズンはミゲル・アンヘル・ポルトゥガル監督の下で再びレギュラーに返り咲いた。2011年12月3日のビジャレアルCF戦に出場してラシン・サンタンデールでのプリメーラ・ディビシオン出場試合数を285試合とし、主に1990年代に活躍したホセ・マリア・セバージョのクラブ記録を更新した。2012年夏にラシン・サンタンデールを退団した。
現役引退発表は行っていないものの、2012年にプリメーラ・ディビシオン・フェメニーナ（女子1部）のSDレオシン監督に就任した。2015-16シーズンより、ラシン・サンタンデールのアシスタントコーチから昇格し指揮官の座に就いた。

### 代表
1999年3月27日、バレンシアで行われたEURO2000予選・オーストリア戦でスペイン代表デビューした。ムニティスは30分間出場し、オーストリアに9-0と圧勝した。EURO2000本大会にも出場し、準々決勝のフランス戦ではドリブル突破からPKを獲得した。2002年までに21試合に出場して2得点を決めている。

## タイトル
レアル・マドリード
- プリメーラ・ディビシオン : 2000-01
- UEFAチャンピオンズリーグ : 2001-02
- UEFAスーパーカップ : 2002

## 個人成績
2010年5月16日時点
| クラブ成績 | クラブ成績                     | クラブ成績 | リーグ | リーグ | カップ | カップ | 国際大会   | 国際大会   | 通算 | 通算 |
| シーズン   | クラブ                         | リーグ     | 出場   | 得点   | 出場   | 得点   | 出場       | 得点       | 出場 | 得点 |
| スペイン   | スペイン                       | スペイン   | リーグ | リーグ | 国王杯 | 国王杯 | ヨーロッパ | ヨーロッパ | 通算 | 通算 |
| ---------- | ------------------------------ | ---------- | ------ | ------ | ------ | ------ | ---------- | ---------- | ---- | ---- |
| 1995–96    | ラシン・サンタンデール         | 1部        | 4      | 0      | -      | -      | -          | -          | 4    | 0    |
| 1996–97    | ラシン・サンタンデールB        | 4部        | -      | -      | -      | -      | -          | -          | -    | -    |
| 1997–98    | CDバダホス                     | 2部        | 28     | 10     | -      | -      | -          | -          | 28   | 10   |
| 1998–99    | ラシン・サンタンデール         | 1部        | 37     | 8      | -      | -      | -          | -          | 37   | 8    |
| 1999–00    | ラシン・サンタンデール         | 1部        | 35     | 6      | -      | -      | -          | -          | 35   | 6    |
| 2000–01    | レアル・マドリード             | 1部        | 29     | 2      | -      | -      | -          | -          | 29   | 2    |
| 2001–02    | レアル・マドリード             | 1部        | 24     | 2      | -      | -      | -          | -          | 24   | 2    |
| 2002–03    | ラシン・サンタンデール         | 1部        | 30     | 8      | -      | -      | -          | -          | 30   | 8    |
| 2003–04    | デポルティーボ・ラ・コルーニャ | 1部        | 21     | 2      | -      | -      | -          | -          | 21   | 2    |
| 2004–05    | デポルティーボ・ラ・コルーニャ | 1部        | 36     | 1      | -      | -      | -          | -          | 36   | 1    |
| 2005–06    | デポルティーボ・ラ・コルーニャ | 1部        | 33     | 2      | -      | -      | -          | -          | 33   | 2    |
| 2006–07    | ラシン・サンタンデール         | 1部        | 34     | 4      | -      | -      | -          | -          | 34   | 4    |
| 2007–08    | ラシン・サンタンデール         | 1部        | 31     | 5      | -      | -      | -          | -          | 31   | 5    |
| 2008–09    | ラシン・サンタンデール         | 1部        | 29     | 2      | -      | -      | -          | -          | 29   | 2    |
| 2009–10    | ラシン・サンタンデール         | 1部        | 29     | 0      | -      | -      | -          | -          | 29   | 0    |
| 通算       | スペイン                       | スペイン   | \|400  | 52     |        |        |            |            | 400  | 52   |
| 総通算     | 総通算                         | 総通算     | \|400  | 52     |        |        |            |            | 400  | 52   |